# Нан-Мадол
Нан-Мадо́л (на яз. понапе Nan Madol, букв. «место промежуточных пространств, промежутки») — небольшой архипелаг к юго-востоку от острова Понпеи (острова Сенявина) в Тихом океане, состоящий из более чем сотни искусственных островков из базальтовых монолитов и коралловых блоков, связанных системой каналов.
На островках Нан-Мадола, расположенных близ кораллового острова Темвен площадью около 3 км², находятся останки каменных дворцов, храмов, гробниц и жилых построек, возведённых между 1180 и 1500 годами н. э. Общая площадь строений, которых насчитывается около 800, составляет около 79 га. До 1628 года Нан-Мадол являлся столицей местной правящей династии Сауделер. Считается религиозно-культовым центром Восточной Микронезии и включён в список объектов Всемирного наследия ЮНЕСКО, находящихся под угрозой разрушения.
Мегалитическая культура Нан-Мадола уникальна. Единственным похожим объектом являются развалины города на островке Лелу близ острова Кусаие, расположенного на расстоянии 550 км от Понпеи. Известен также как «Тихоокеанская Венеция».
В 1985 году руины Нан-Мадола были объявлены национальным историческим памятником.

## История
Комплекс Нан-Мадол, или Нан-Матал, в своём современном виде возник, вероятно, между 1180 и 1200 годом, во времена правления династии Сауделер. При Сауделерах микронезийцы впервые начали заселять эти острова и строить здесь различные здания. В период расцвета численность населения самого Нан-Мадола могла достигать 1000 чел., тогда как во всей «империи» Сауделеров могло проживать до 25000.
Около 1628 года правители из династии Сауделер были отсюда изгнаны. Что именно послужило причиной — неизвестно и по сей день, однако легенда гласит, что бог грозы приложил к этому руку, по другой версии, Нан-Мадол был просто завоёван жителями соседнего острова Кусаиэ. После этого на острове образовалось сначала три, а затем пять независимых районов, но окончательно Нан-Мадол был покинут не ранее начала XIX века, возможно, из-за вспыхнувшей эпидемии. Вслед за этим среди жителей Понпеи и соседних островов распространилось поверье, что это место населено духами.

## Исследования
В 1529 году испанский мореплаватель Альваро де Сааведра открыл восточную часть островов, позже названных Каролинскими. В конце 1595 года португальский мореплаватель на испанской службе Педру Фернандеш де Кейрош, возвращавшийся на Филиппины с кораблями экспедиции умершего в океане Альваро де Менданьи, достиг острова Понпеи, но не стал на него высаживаться. 
В XIX веке, исследованием острова Понпеи и соседнего Нан-Мадола занялись европейцы и американцы, обнаружив последний совершенно заброшенным. В 1821 году у берегов острова Понпеи потерпел крушение американский китобойный барк «Джон Буль», матрос которого Джеймс О’Коннэлл опубликовал в 1836 году в Бостоне книгу «Одиннадцать лет в Новой Голландии и на Каролинских островах», где поверхностно описал руины Нан-Мадола. В 1828 году русский мореплаватель Ф. П. Литке официально открыл группу островов Сенявина, к которой географически относится Понпеи. В 1857 году Нан-Мадол обследовал американский миссионер Лютер Хэлси Гьюлик, ошибочно определив его площадь в половину квадратной мили, но справедливо приписав его сооружение предкам аборигенов Понпеи.
Первым европейским учёным, посетившим Нан-Мадол и давшим в 1874 году подробное описание его археологических памятников, был польский биолог и этнограф Ян Станислав Кубары. В 1896 году английский исследователь Фредерик Уильям Крисчен пытался начать планомерное изучение руин Ман-Мадола и успел отметить на своём плане 60 островов искусственного архипелага, но ему пришлось прервать свои работы из-за противодействия местных властей, обвинивших его в разграблении найденной им гробницы, а затем и вспыхнувшего на соседних островах антиколониального восстания. В 1910 году Нан-Мадол изучал немецкий учёный Пауль Хамбрух, сумевший нанести на карту все 92 известных на то время его острова.  
Планомерное изучение древностей Нан-Мадола началось после Второй мировой войны, когда ими занялись американские учёные. В начале 1970-х годов американский этнограф Сол Ризенберг предположил, что сооружали их предки современных каролинцев, использовавшие их для религиозных обрядов.
Часть разрушенных каменных поленниц Нан-Мадола находятся под водой рядом с берегом, большинство камней покрыты толстым слоем кораллов. Строения у берега находятся на глубине около 20 метров. Как известно, уровень океана в Средние века был ниже существующего всего на 1-1,5 метра. По этим признакам можно судить, что династия Сауделер, скорее всего, использовала остатки более древних, разрушенных ранее сооружений, форму и назначение которых ныне предположить невозможно. Топографические исследования руин Нан-Мадола, проводившиеся профессором Университета штата Огайо Артуром Саксом, позволили установить, что значительная часть развалин расположена на ещё больших глубинах, исключающих возможность их сооружения под водой, и это заставляет предполагать, что к моменту сооружения эти участки находились на суше, а ближайший к постройкам островок Темвен составлял тогда с Понпеи единое целое.
Согласно местному преданию, братья-боги Олосопе и Олосипе, взойдя на гору, увидели прекрасный подводный город — Ханимвейсо, и решили построить его отражение, только на суше. Этим отражением и стал Нан-Мадол.

## Технология строительства

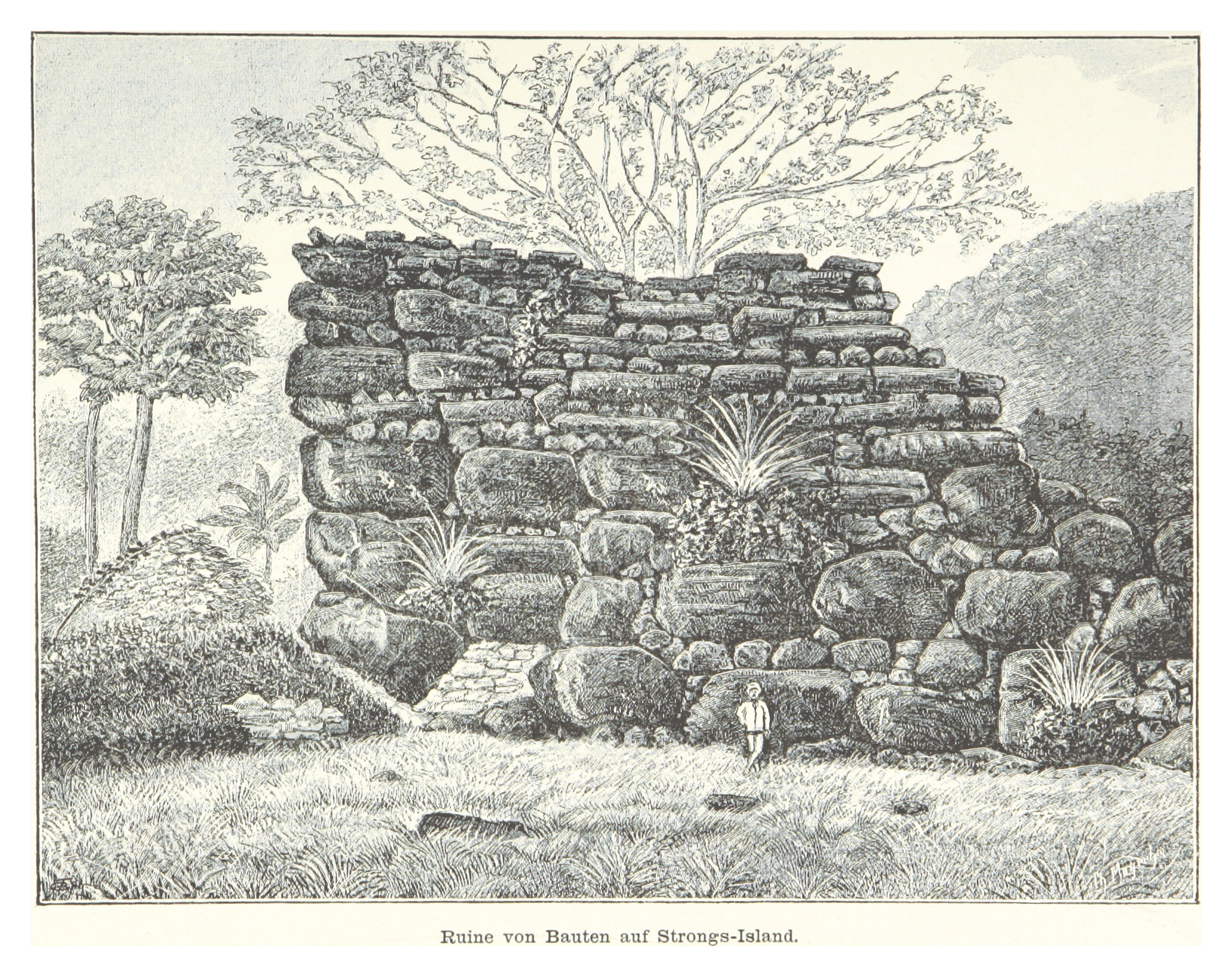
Иллюстрация из книги Франца Херншейма «Воспоминания южного моря (1875—1880)». 1883

Искусственные платформы Нан-Мадола, прямоугольные в плане, сложены из кораллового щебня и укреплены опорными стенами из базальтовых плит. Фундаментом для каждого островка являлся коралловый риф: на нём устанавливали друг на друга, причём как вдоль, так и поперёк, массивные каменные монолиты, имеющие естественную призматическую форму; промежутки между блоками заполнялись коралловым щебнем. 
Такая характерная столбчатая отдельность базальта довольно широко распространена в природе. Её возникновение связано с процессами растрескивания больших объёмов отвердевшей лавы при остывании. При этом образуются столбчатые базальтовые блоки: обычно шестигранные в сечении, реже встречаются имеющие от пяти до восьми граней. На образовавшихся подобным образом платформах некогда стояли каркасно-столбовые постройки, типичные для архитектуры региона. Подобные островки-платформы, которых насчитывают 92, образуют две группы: северная, носящая название Мадол-Пове и состоящая из 58 островков, являлась культовым и погребальным центром, на южной, называющейся Мадол-Па и включающей в себя 34 островка, располагались жилища знати и ритуальный центр. С одной стороны группа островков ограничивалась побережьем, с другой — двумя рядами искусственных волнорезов, между которыми устроены были проходы для лодок. Один из молов имел длину около 1400 м, другой — 500 м.
Для строительства Нан-Мадола были использованы тысячи базальтовых мегалитов; некоторые из которых достигают пяти метров в длину и весят более пяти тонн. Сооружённые из подобных каменных блоков стены достигали трёх метров в толщину и около 11 метров в высоту. Один из угловых камней фундамента, по оценкам специалистов, весит около 50 тонн. Если предположить строительный метод «тяни-толкай», то, по расчётам исследователей, сооружения были возведены усилиями огромного числа рабочих, причём, вероятно, в течение не одного столетия. По самым оптимистическим оценкам, на создание подобного комплекса должно было уйти никак не меньше 200—300 лет непрерывного каждодневного напряжения трудовых сил всего населения архипелага. Согласно одной из гипотез, базальтовые монолиты передвигали, используя в качестве опоры наклонённые стволы пальмовых деревьев.
После Первой мировой войны новозеландский археолог Джон Браун занялся подсчётом трудозатрат, необходимых для постройки такого города. Получилось, что одних только работников нужно 10 тысяч человек, причём заниматься они должны были исключительно строительством. Браун сравнил также теоретическую урожайность доступных для ведения сельского хозяйства земель Понапе, и получилось, что для строительства Нан-Мадола на острове просто не хватило бы пищевых ресурсов.
До сих пор не найден ответ, каким образом огромные глыбы появились на Нан-Мадоле, возможно, они доставлялись по воде на плотах с острова Сокесе.
Польский путешественник Януш Вольневич, автор книги «Люди и атоллы», рассказывающей о его путешествии по Океании, побывал в Нан-Мадоле и высказал следующие соображения относительно строительства города:

«Я надолго замолчал, уйдя весь в свои мысли. Построен величественный город, думалось мне, на острове, где сейчас проживает 17 тысяч человек, а в 1855 году, как известно, население его составляло лишь 5 тысяч. В настоящее время при довольно хорошо развитой медицинской службе в радиусе 2 тысяч километров от Понапе обитает не более 15 тысяч островитян, из них способных к тяжелым работам — не более 3 тысяч. Каким же образом и с какой целью воздвигнут этот гигантский город?»

## Комплекс и его назначение

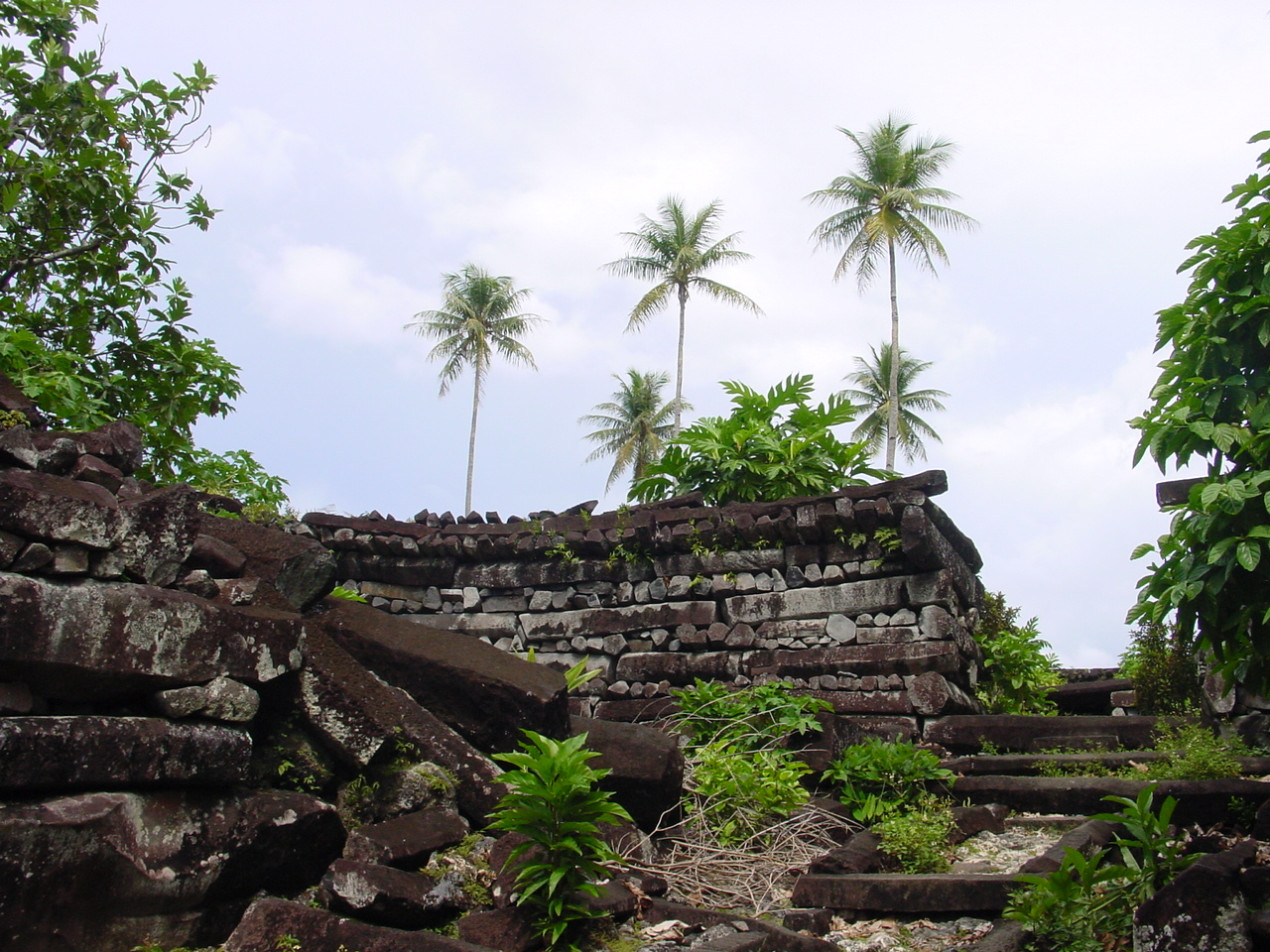
Сооружения Нан-Мадола

По некоторым признакам можно судить, что во времена Сауделеров комплекс Нан-Мадол был культовым сооружением и играл центральную роль в религиозной жизни общины.
Скорее всего, главным божеством был бог грозы (что неудивительно, учитывая что здесь выпадает до 4922 мм осадков в год), вполне вероятно, являющийся аналогом полинезийскому богу Тангароа, а в священных прудах разводили морских животных. На специальной церемонии воздавали почести священному угрю, по одной из версий, кормя его жареным мясом черепах, по другой — людей. На территории комплекса стоят четыре больших мавзолея, которые прекрасно сохранились до сегодняшнего дня.

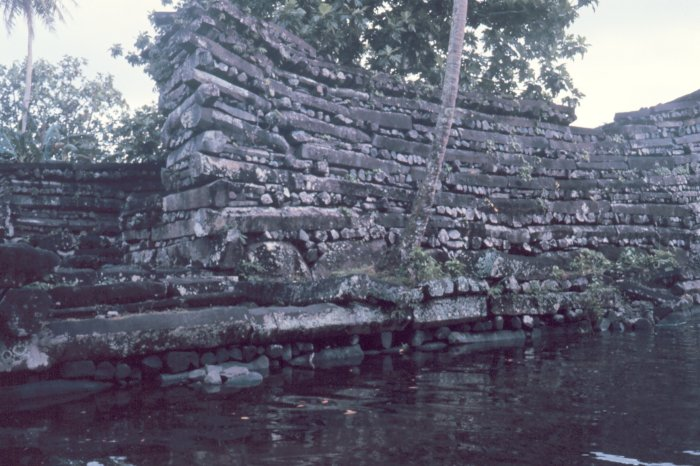
Участок оборонительной стены

Удалось идентифицировать храмы, гробницы и общественные здания, тюрьму для содержания узников и т. д.
К настоящему времени многие здания разрушены настолько, что установить их первоначальную высоту не представляется возможным.

### Остров Нан-Довас
Остров Нан-Довас (Nan Dovas, дословно — «Остров Воинов») является одним из самых крупных и важнейших островов архипелага. В мирное время на острове располагался гарнизон, в периоды войн и смут остров служил своеобразной крепостью и резиденцией правящей династии. Все постройки острова окружала стена из каменных плит. По легендам местных жителей, высота стены достигала 11 метров. На острове в монументальной гробнице лолун, разграбленной в конце XIX века вышеназванным Ф. У. Крисченом, а в 1945 году японскими оккупационными войсками, хоронили погибших во время войн Сауделеров. Её базальтовый цоколь имеет площадь 60Х65 м и достигает высоты 1,75 м. Также на Нан-Довасе находилась подземная тюрьма, в которой по преданию был заточён легендарный строитель и архитектор города — Кидеумениен.

### Остров Пан-Кадира
На острове Пан-Кадира (Pahn Kadira, дословно — «Остров Крокодила») располагался дворец правящего Сауделера и менее величественный дом его главного сановника саукампула, ограждавшиеся безальтовыми стенами высотой в 5 м. На острове сохранился личный бассейн властителя Нан-Мадола, который наполняли пресной водой, привозимой с других островов. Помимо этого, на трёхъярусном возвышении в центре островка в старину, возможно, стоял деревянный храм площадью 10Х24 м.

### Остров Пеикап
На острове Пеикап (Peikap, дословно — «Остров Черепахи») располагались культовые бассейны и резервуары, в которых содержались морские черепахи, игравшие важную роль в религиозных культах местного населения.

### Остров Идед
Остров Идед (Idedh, дословно — «Остров Угря») служил главным храмом, где совершались религиозные обряды. В святилище площадью 500 метров, в специальном бассейне жил огромный морской угорь, который был объектом поклонения. Рядом находились печи, в них жрецы приготавливали мясо доставлявшихся с соседнего острова Пеикап черепах, которым кормили угря. Образцы, взятые из этих печей, позволили в 1963 году, при помощи радиоуглеродного анализа, провести первую абсолютную датировку в истории города — 1285 год.

## Псевдонаучныетеории
- Джеймс Чёрчвард в своей книге «Затерянный континент Му: прародина человечества» (1926) называет город частью затерянного континента «Му»[28].
- Эрих фон Дэникен в книге «Золото богов. Инопланетяне среди нас» (1973), в главе «Темуен, остров, называемый Нан Мадол», рассказывает о своём путешествии на остров Понапе и осмотре руин Нан-Мадола. Дэникен утверждает, что островитяне не могли построить город, используя только примитивную технику каменного века. По его мнению, настоящими строителями Нан-Мадола были пришельцы из космоса[29].
- В книге «Потерянный Город Камней» (1978) автор Билл С. Баллинджер предлагает теорию о постройке города греческими моряками за 300 лет до н. э[7].
- Дэвид Хатчер Чилдресс, автор путеводителей, предполагает что Нан-Мадол связан с гипотетическим континентом Лемурия[30].
- В книге 1999 года «Грядущая Всемирная Сверхбуря», написанной Артом Беллом и Уитли Стрибером, рассказано, что глобальное потепление (похолодание) приводит к столь внезапным и катастрофическим изменениям климата, что могло бы привести к гибели высокоразвитую цивилизацию прошлого. В качестве примера высокотехнологической оснащённости древних цивилизаций приводится строительство Нан-Мадола, которое требует навыков работы с таким прочным материалом, как базальт.
- В книге «Предсказание прошлого. Расцвет и гибель допотопной цивилизации» (2009) Александр Никонов предполагает, что туземцы не могли построить такие сооружения из 5—50-тонных мегалитов: по его мнению, каменные постройки были воздвигнуты древней, более развитой цивилизацией, которая погибла из-за «всемирного потопа»[31].

## Культурное влияние
- Древней истории Нан-Мадола посвящён рассказ советского писателя-фантаста А. Л. Колпакова «Великая река», опубликованный в художественно-географическом сборнике «На суше и на море» за 1978 год, в котором отражена гипотеза о связях микронезийской цивилизации с другими культурами, в частности, Хараппской[32].
- Нан-Мадол упоминается в романе Г. Берсенева «Погибшая страна» (1930). Герой романа рассказывает про заброшенный город на острове Понапе, аргументируя этим примером существование затонувшего континента в Тихом океане:

Помню чудесный остров Понапе. Там сохранились старинные развалины большого города… Множество каменных колонн, высоких фундаментов, на которых строились древние здания. Глубокие каналы были прорыты между рядами этих сооружений. Никто не знает, кем и когда был построен город, прозванный путешественниками «Венецией Тихого Океана». Только морские волны лижут уцелевшие на побережье разрушенные здания, поглощая с каждым годом всё больше и больше эти памятники.

- Нан-Мадол упоминается в связи с потерянным континентом Му в книге Джеймса Роллинса «Бездна»[34].
- Персонаж повести Говарда Филипса Лавкрафта «Мгла над Инсмутом» моряк Мэтт Элиот упоминает «каменные развалины на острове Понапе, в Каролинском архипелаге», намекая на потустороннее происхождение Нан-Мадола[35].
- Также упоминается в рассказе Г.Ф. Лавкрафта "Пришелец из космоса". Понапе назван одним из пунктов путешествия человека, сознание которого было заменено сознанием представителя Великой расы, ищущей место очередного воплощения.
- Действие фантастического романа Абрахама Мерритта «Лунная заводь» (1919) происходит в вымышленном подземном мире, вход в который идёт из развалин Нан-Мадола[36].

## Комментарии
1. ↑  англ. Place of the Spaces, Spaces between. Вероятно, имеется в виду система каналов на этой территории[2].